# Clavelina elegans
Clavelina elegans är en sjöpungsart som först beskrevs av Asajiro Oka 1927.  Clavelina elegans ingår i släktet Clavelina och familjen klungsjöpungar. Inga underarter finns listade i Catalogue of Life.